# سانگ یو چی
سونگ یو چی (متولد ۱۶ ژانویه ۱۹۸۲ در شولین ، شهرستان تایپه (شهر جدید تایپه)، تایوان ) ورزشکار تکواندو از جمهوری چین است. وی در المپیک تابستانی ۲۰۰۸ که در پکن چین برگزار شد، به رقابت پرداخت و مدال برنز را بدست آورد.